# Sabine Urig
Sabine Urig (* 22. Oktober 1962 in Saarlouis) ist eine deutsche Theater- und Filmschauspielerin.

## Leben und Karriere
Ihre Ausbildung erhielt Sabine Urig an der Wiesbadener Schauspielschule Genzmer und der Schauspielschule Mainz (Theaterwerkstatt). Ihre Theaterarbeit umfasste bisher unter anderem Engagements an den Mainzer Kammerspielen, der Berliner Kabarett Anstalt, dem Potsdamer Hans Otto Theater, dem Stuttgarter Renitenztheater, der Berliner Vaganten Bühne und dem St.-Pauli-Theater.
1994 spielte Urig die weibliche Hauptrolle in Andreas Dresens Film Mein unbekannter Ehemann, der den Förderpreis Langfilm des Filmfestivals Max Ophüls erhielt. Als Hilde Becker trat sie von 1998 bis 2004 in 17 Folgen der Fernsehserie Familie Heinz Becker und 1999 im Spielfilm Tach, Herr Dokter! – Der Heinz-Becker-Film auf.

## Filmografie (Auswahl)
- 1994: Mein unbekannter Ehemann
- 1998–2004: Familie Heinz Becker
- 1999: Tach, Herr Dokter! – Der Heinz-Becker-Film
- 2000: Hat er Arbeit?
- 2001: Mondscheintarif
- 2001: Das verflixte 17. Jahr
- 2005: Mein Leben und ich (Fernsehserie, Folge: Bambi)
- 2005: Die Nacht der großen Flut
- 2005: Der Elefant – Mord verjährt nie (Fernsehserie, Folge: Spiegelbilder)
- 2005: Siebenstein (Fernsehserie, Folge: Ein zauberhaftes Essen)
- 2005: Tatort – Tiefer Fall
- 2006: Bettis Bescherung
- 2006: FC Venus – Angriff ist die beste Verteidigung
- 2008: Juli mit Delphin
- 2010: Das geteilte Glück
- 2011: Die Superbullen
- 2012: Stubbe – Von Fall zu Fall
- 2012: Die Pfefferkörner (Fernsehserie, Folge: Ninas Geheimnis)
- 2012: Notruf Hafenkante (Fernsehserie, Folge: Zuckerbrot und Peitsche)
- 2013: Quellen des Lebens
- 2014: Grand Budapest Hotel
- 2017: Alles Klara (Fernsehserie, Folge: Dunkle Bräute)
- 2017: Ella Schön (Fernsehserie, Folge: Das Ding mit der Liebe)[1]
- 2018–2021: Neues aus Büttenwarder
- 2022: Tatort: Liebeswut (Fernsehreihe)
- 2022, 2025: Die Kanzlei (Fernsehserie, Folgen: Bittere Pillen, Ohne Heimat, Altes Eisen)
- 2023: SOKO Hamburg (Fernsehserie, Folge: Das Leben ist eine Baustelle)